# Birgitta Bergvall-Kåreborn
Birgitta Bergvall-Kåreborn, född 18 februari 1968, är en svensk professor i informatik och rektor vid Luleå tekniska universitet.
Birgitta Bergvall-Kåreborn är utbildad systemvetare och disputerade 2002 med avhandlingen ”A multi-modal approach to soft systems methodology” vid Luleå tekniska universitet. Hon är sedan 2009 professor i informatik och är sedan 1 december 2017 rektor  vid Luleå tekniska universitet. Hon var sedan 2011 universitetets prorektor.